# Fuente de Carmen Amaya
La fuente de Carmen Amaya es una fuente escultórica de Barcelona (España) que se encuentra en la plaza de Brugada, en el barrio de La Barceloneta. Fue realizada por el escultor Rafael Solanic e inaugurada, con la presencia de la propia homenajeada, el 14 de febrero de 1959. La iniciativa correspondió al periodista Josep Maria Massip y el emplazamiento se debe a que al lado de esa zona estaba el Somorrostro, barrio de barracas en que nació y se crio la bailaora barcelonesa Carmen Amaya.
En 2011 la fuente fue restaurada y su entorno remodelado, con la inclusión de una rampa para acceder a la plaza desde el Paseo Marítimo y la inscripción del nombre de la fuente a su lado en catalán, en vez de la denominación en español.

## Descripción
La esculturas de la fuente representa a cinco niños, dos con guitarra y tres bailando en medio. La desnudez de estos niños provocó la protesta del capellán del barrio, a quien Carmen Amaya replicó que eran angelitos, y los angelitos siempre van desnudos. La inauguración de la fuente tuvo lugar al mismo tiempo que la del Paseo Marítimo, que había empezado a construirse dos años antes.